# نادي عقرة
نادي عقرة الرياضي  (بالكردية: یانەی وەرزشی ئاکرێ) هو فريق كرة قدم عراقي مقره في عقرة، يلعب في الدوري العراقي الدرجة الثانية والدوري الكردستاني الممتاز.

## الألقاب
- المركز الأول في الدوري الكردستاني الممتاز موسم 2023-24.[1][2]

## روابط خارجية
أندية العراق - تواريخ التأسيس